# Orot Rabin

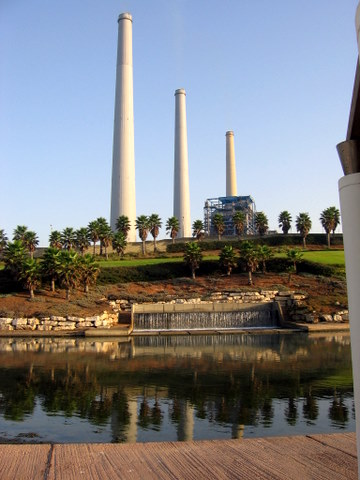
De schoorstenen van Orot Rabin

Orot Rabin (Hebreeuws: אורות רבין, Orot Rabin, letterlijk: Lichten van (of: voor) Rabin) is een kolengestookte elektriciteitscentrale aan de kust van de Middellandse Zee bij Hadera in Israël. Eigenaresse en exploitant is Israel Electric Corporation (IEC).

## Geschiedenis
De bouw van de centrale begon in 1973. Hij werd in gebruik genomen in 1981 (unit 1). Aangrenzend aan de centrale is een kolenhaven, waar alle benodigde steenkool wordt aangeleverd. Het totale geïnstalleerde vermogen (twee grote en vier kleine eenheden) bedraagt 2590 MW. Bij het ontwerp is rekening gehouden met de mogelijkheid er later nog twee eenheden bij te bouwen.
De centrale heette oorspronkelijk Maor David, naar David Shiffman, de toenmalige bestuursvoorzitter van IEC die overleed tijdens de langdurige bouw van de centrale. Na voltooiing in de jaren 1990 van een belangrijke uitbreiding van de centrale, alsmede de moord op Yitzhak Rabin, werd de centrale hernoemd tot Orot Rabin, Hebreeuws voor Lichten van Rabin.

## Technische beschrijving
Momenteel is deze centrale met zijn 2590 MW de grootste van Israël, met 23% van het totale vermogen van Israel Electric Corporation (althans tot de voltooiing van fase D van de Rutenberg-centrale bij Ashkelon, waarmee deze laatste Orot Rabin zal inhalen als de grootste centrale van Israël). De centrale verstookt 18.000 ton kolen per etmaal en verbruikt 320.000 ton zeewater per uur. De centrale kan ook op stookolie of op ruwe olie draaien. In 2009 is vlak bij de centrale een grote ontziltingsinstallatie gebouwd.
Rookgas-schoorsteen 3 van de centrale is met een hoogte van 300 m het op een na hoogste vrijstaande bouwwerk in Israël, na de radarinstallatie van Dimona.

## Milieuproblemen
Orot Rabin is ervan beschuldigd het nabijgelegen riviertje Hadera te vervuilen. Greenpeace beweert dat de centrale het zeewater vervuilt wanneer schepen met kolen worden gelost, en dat het voor de koeling gebruikte zeewater uiteindelijk in de Hadera terechtkomt, waardoor wilde dieren schade ondervinden.